# Axel Siefer
Axel Siefer (* 28. April 1951) ist ein deutscher Schauspieler und Regisseur.

## Arbeit
Axel Siefer ist seit 1971 als Schauspieler und Regisseur tätig. Er besuchte von 1969 bis 1973 die Schauspielschule Schneider-Wienecke in Stuttgart. Neben der Arbeit als Schauspieler und Regisseur war er an der Gründung und Leitung einiger Theater in Deutschland beteiligt.
Zudem schrieb Axel Siefer 2004 ein Buch mit dem Titel Als Schubert so alt war wie ich…, in dem er seine zwanzigjährige Bühnenerfahrung als Darsteller des Kontrabassisten in Patrick Süskinds Der Kontrabass verarbeitet und 2015 die Erzählung 'Hubert', eine Entwicklungsgeschichte aus der Kinderperspektive. Von 2010 bis 2014 verkörperte er in der Sat.1-Serie Danni Lowinski den Kurt Lowinski.

## Filmografie (Auswahl)

### Film
- 2000: Der Krieger und die Kaiserin
- 2003: Der zehnte Sommer
- 2006: Der Liebeswunsch
- 2007: Alles bleibt in der Familie
- 2008: Die Entdeckung der Currywurst
- 2011: Neander Jin, Rückkehr des Neandertaler
- 2012: Ungeschminkt
- 2013: Trimbelten
- 2014: Rebecca
- 2015: Anrath
- 2016: Wendy

### Fernsehen
- 1989: Abenteuer Airport
- 1992: Stadtklinik – (eine Folge)
- 1996: Gefährliche Freundin
- 1998: Der Fahnder (eine Folge)
- 1999: Die Wache (eine Folge)
- 2000: Tatort: Mördergrube
- 2000: Antonia – Zwischen Liebe und Macht
- 2001: Der Clown (eine Folge)
- 2002: Der Aufstand
- 2002: SK Kölsch (eine Folge)
- 2002: SOKO Köln (eine Folge)
- 2002: Und Tschüss, ihr Lieben
- 2004: Stromberg (eine Folge)
- 2005: SOKO Köln (eine Folge)
- 2006: Tatort: Das ewig Böse
- 2007: Stolberg (eine Folge)
- 2008: Angie (eine Folge)
- 2009: Der verlorene Vater
- 2009: Lindenstraße (fünf Folgen)
- 2010–2014: Danni Lowinski (65 Folgen)
- 2011: Liebe am Fjord – Das Ende der Eiszeit
- 2011: Aschenputtel
- 2013: SOKO Köln (eine Folge)
- 2014: Koslowski & Haferkamp (eine Folge)
- 2015: Besser als Du
- 2015: Sibel & Max (eine Folge)
- 2017: Bettys Diagnose (eine Folge)
- 2018: Sankt Maik (eine Folge)
- 2019: SOKO Köln (eine Folge)
- 2020: Tatort: Das fleißige Lieschen
- 2020: Stralsund: Blutlinien
- 2023: Bettys Diagnose (vier Folgen)

## Rollen (Auswahl)
- 1984: Alte Oper Frankfurt: Der Untergang der Titanic – Regie: Reinhard Hinzpeter
- 1986–1989: Der Wahnsinnige – Regie: Franziska Winterberg
- 1992–1999: Freies Schauspielensemble Frankfurt am Main u. a.:  Valerio in Leonce und Lena, Arthur Duncan in Pterodactylus, Das Fieber
- 1996–2007: Theater im Bauturm Köln: Marc in "Kunst" von Yasmina Reza
- 2002: Stadttheater Osnabrück u. a.: Voss in Ritter, Dene, Voss von Thomas Bernhard
- 2006: Braun in Nachtasyl Theaterprojekt in Polen, Slowenien, Deutschland
- 2009: 1.000. Vorstellung Der Kontrabaß von Patrick Süskind – Regie: Alexandre Guini
- 2010: Freies Schauspielensemble Frankfurt/Die Assoziation, Köln: Bruscon in Der Theatermacher von Thomas Bernhard – Regie: Reinhard Hinzpeter

## Theater-Inszenierungen (Auswahl)
- 1974 Oberösterreich von Franz-Xaver Kroetz, in Paderborn
- 1977 Hedda Gabler von Henrik Ibsen, in Paderborn
- 1978 Schule mit Clowns von F. K. Waechter, in Bielefeld
- 1984 Spiels nochmal Sam von Woody Allen, in Köln
- 1988 Scherben bringen Glück von Hoßfeld/Wenzel, in Köln
- 1991 Offene Zweierbeziehung von Franca Rame und Dario Fo, in Stuttgart
- 1993 Mephisto von Ariane Mnouchkine, in Memmingen
- 1996 KUNST von Yasmina Reza (gemeinsam mit dem Ensemble) in Köln
- 1997 Der eingebildete Kranke von Molière, in Köln
- 1997 Einer flog übers Kuckucksnest von Dale Wasserman, in Memmingen
- 1998 Fremdes Haus von Dea Loher, in Osnabrück
- 1999 Baumeister Solness von Henrik Ibsen, in Köln
- 2000 Ein Volksfeind, von Henrik Ibsen, in Osnabrück
- 2001 Hotel zu den zwei Welten von Éric-Emmanuel Schmitt, in Osnabrück
- 2001 Kasimir und Karoline von Ödön von Horváth, in Osnabrück
- 2002 Die Möwe von Anton Tschechow, in Osnabrück
- 2003 Die Physiker von Friedrich Dürrenmatt, in Osnabrück
- 2003 Dreimal Leben von Yasmina Reza, in Osnabrück
- 2004 NORA von Henrik Ibsen, in Köln
- 2005 Publikumsbeschimpfung von Peter Handke, in Osnabrück
- 2006 Die Tragödie der Antigone von Sophokles, in Köln
- 2008 U.S.AmoK von Marc Becker, in Köln

## Auszeichnungen
- 1996 Kölner Theaterpreis für KUNST von Jasmina Reza
- 1997 Nominierung Kölner Theaterpreis für Der eingebildete Kranke von Molière
- 1999 Nominierung Kölner Theaterpreis für Baumeister Solness von Henrik Ibsen
- 2004 Kölner Theaterpreis für NORA von Henrik Ibsen
- 2006 Nominierung Kölner Theaterpreis für Die Tragödie der Antigone von Sophokles
- 2008 Kunstpreis Faltung von Ansgar Nierhoff des Förderverein Bauturm Theater
- RUHR2010 1. Preis und Realisation Künstlerischer Wettbewerb Bilder am Kanal, Projekt der Kulturhauptstadt Europa (mit Petra Weifenbach)
- 2010 Deutscher Comedy Preis als Mitglied des Ensembles der Serie Danni Lowinski
- 2010 Deutscher Fernsehpreis als Mitglied des Ensembles der Serie Danni Lowinski
- 2011 Deutscher Comedy Preis als Mitglied des Ensembles der Serie Danni Lowinski
- 2012 Jupiter Award als Mitglied des Ensembles der Serie Danni Lowinski
- 2014 Deutscher Fernsehpreis als Mitglied des Ensembles der Serie Danni Lowinski
- 2016 1. Preis beim Kurzfilmfestival Spiziale 2016 als Mitglied des Ensembles des Films ANRATH